# Juan Muñoz Martín
Juan Muñoz Martín   (Madrid, 13 de maig de 1929 - Madrid, 27 de febrer de 2023) fou un escriptor espanyol de literatura infantil i juvenil. Entre els seus llibres més populars hi ha les sèries del frare Perico, i del pirata Garrapata, publicades ambdues per l'editorial SM.
L'autor va guanyar la medalla d'or al mèrit en les Belles Arts l'any 2021, pel seu paper destacat en el camp de la creació literària.

## Biografia
Juan Muñoz va néixer al barri d'Atocha de Madrid, fill d'un pare militar i una mare mestra. Tenia onze germans. Amb nou anys va ingressar al Seminari Conciliar, on va estudiar fins als disset. Va continuar estudis de batxillerat a l'Institut Cardenal Cisneros i es va acabar llicenciant en filologia francesa per la Universitat Complutense.
Entre altres oficis va treballar a l'Institut Nacional de Previsió, omplint fitxes de medicaments, en una botiga d'electricitat, o com a director d'una rondalla i d'un cor escolar. Però sobretot, la seva principal professió, a més d'escriptor, va ser la de mestre.
L'any 2020, amb noranta-un anys, l'autor va decidir atendre als seus seguidors mitjançant el seu compte de twitter i instagram, ja que no podia assistir a certàmens literaris per la pandèmia de COVID-19.

## Obra
Va aconseguir el seu primer èxit l'any 1966, quan va guanyar el concurs literari Doncel amb la que seria la seva primera obra publicada: Las tres piedras. El premi eren deu mil pessetes i un guardó que li va lliurar Manuel Fraga Iribarne, llavors ministre d'Informació i Turisme.
El seu personatge més famós, el frare Perico, va néixer després que l'autor llegís Las florecillas de San Francisco, de Francesc d'Assís i que pensés que seria bona idea parodiar la vida contemplativa dels religiosos.
El primer volum de la sèrie del frare Perico es va publicar un any després, guanyant el premi Barco de Vapor 1979. En quaranta anys d'història es va convertir en el llibre més exitós de la col·lecció Barco de Vapor de l'editorial SM, amb més de nou-cents mil exemplars venuts.

## Premis
- Doncel de conte infantil 1966, per Las tres piedras.
- Barco de vapor 1979, per Fray Perico y su borrico.
- Tercer premi Gran Angular de novel·la juvenil 1984, per El hombre mecánico.
- Segon accèssit de relat breu Nueva Acrópolis 1984, per Algún día seré.
- Primer premi Cervantes Chico 1992.
- Medalla d'or al mèrit en les Belles Arts 2021.[13]

També va rebre el premi de teatre Guiñol del F. Juventudes l'any 1966, el de cors infantils de l'ajuntament de Madrid en diverses ocasions i dues vegades consecutives el premi Mantenga límpia España, convocat pel Ministeri d'Informació i Turisme amb la presentació al concurs del Quijote romanceado.